# Evangelische Kirche Nesselröden (Herleshausen)

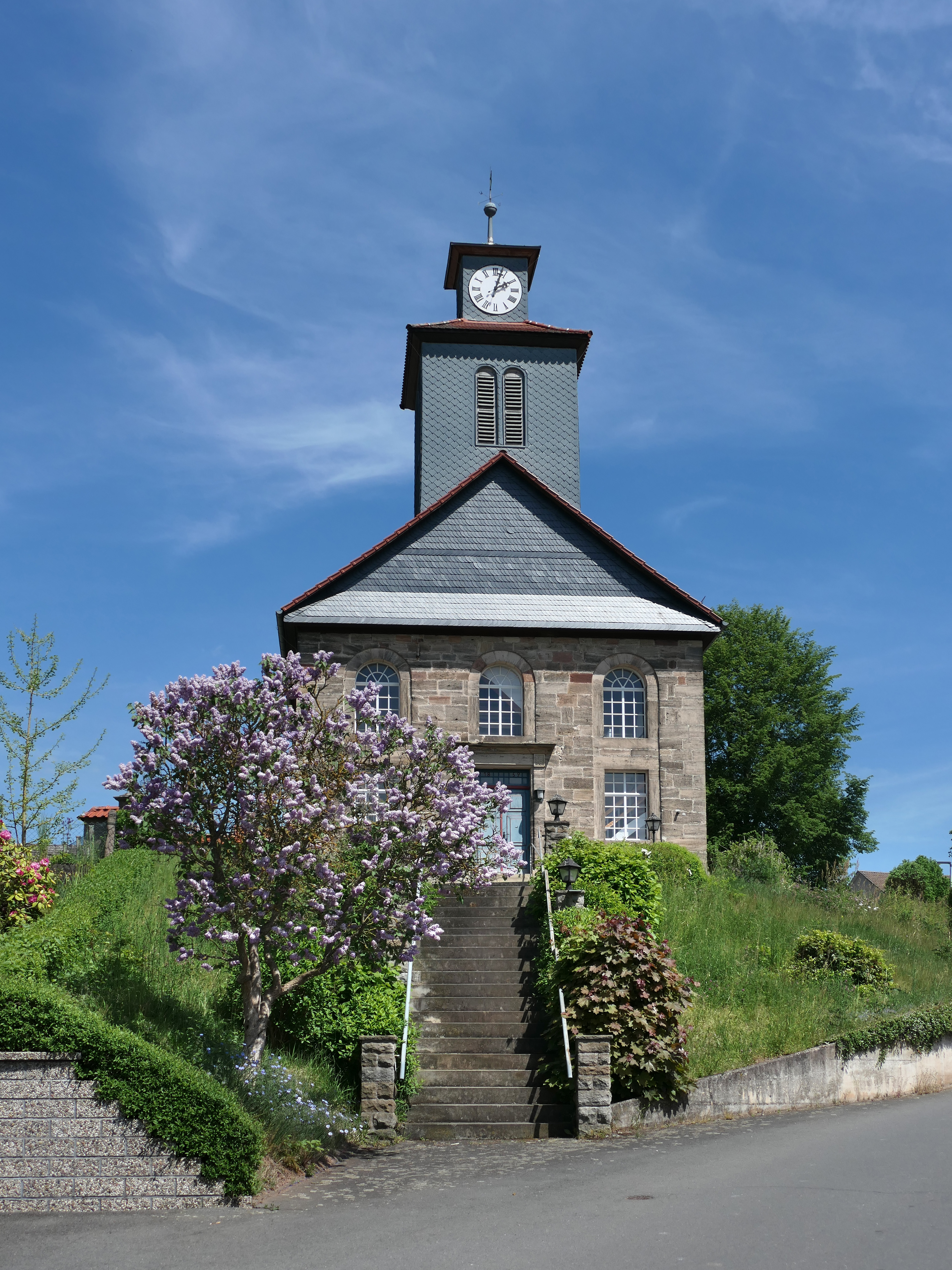
Die westliche Fassade

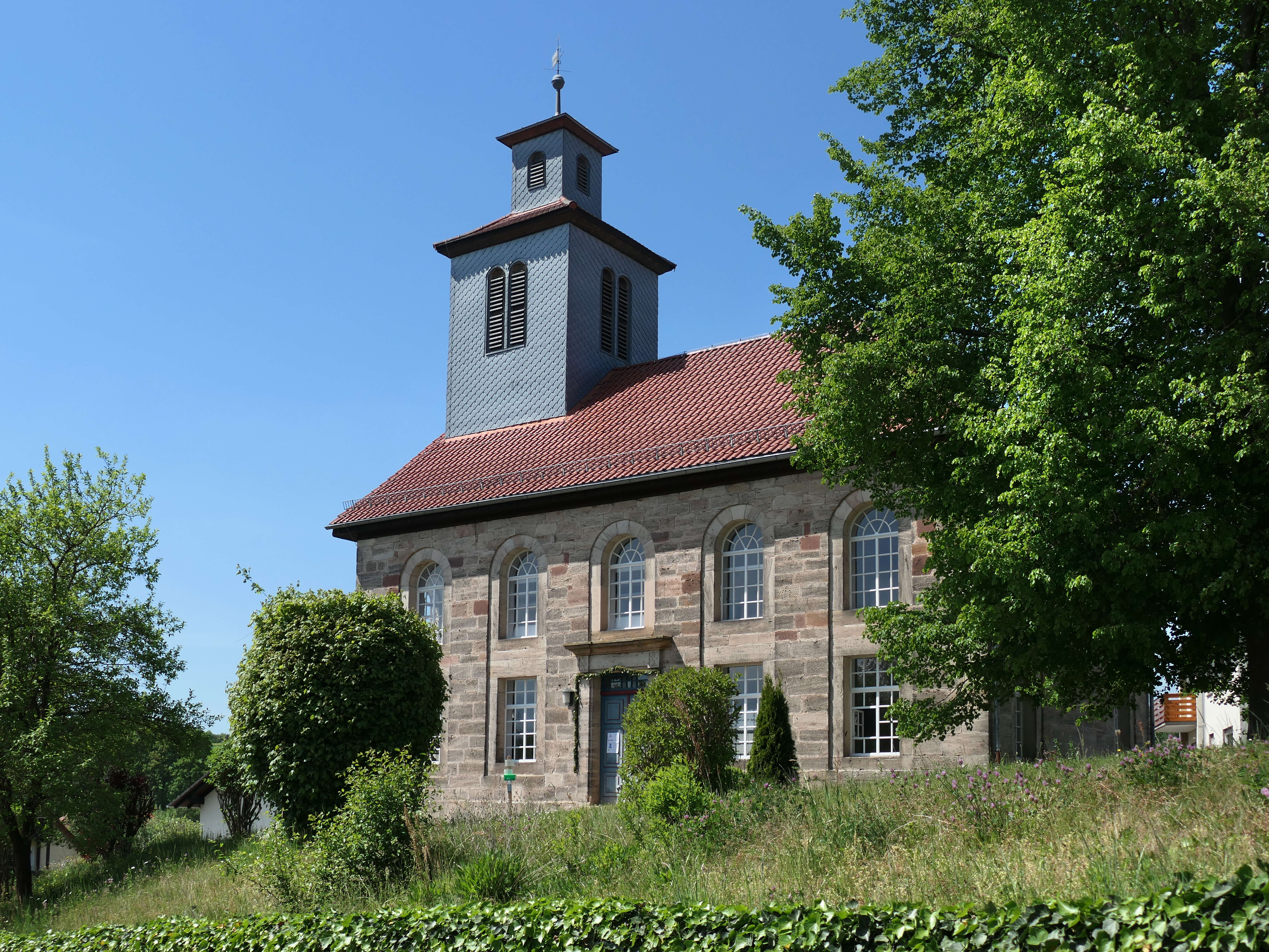
Die Kirche von Südosten

Die Evangelische Kirche Nesselröden ist ein denkmalgeschütztes Gebäude in Nesselröden, einem Ortsteil der Gemeinde Herleshausen im nordhessischen Werra-Meißner-Kreis.

Mit den Kirchengemeinden aller Ortsteile von Herleshausen bildet die Nesselröder Gemeinde das Kirchspiel Herleshausen-Nesselröden. Das Kirchspiel ist Teil des Kooperationsraums Herleshausen-Ringgau-Weißenborn im Kirchenkreis Werra-Meißner innerhalb der Evangelischen Kirche von Kurhessen-Waldeck im Sprengel Kassel.

## Kirchengebäude
Die schon von weitem sichtbare, das Ortsbild prägende Dorfkirche ist an einer Stelle errichtet worden, auf der auch schon vorher Kirchen standen. Über den Vorgängerbau berichtete Pfarrer Wilhelm Bach in der Kirchenstatistik der evangelischen Kirche im Kurfürstenthum Hessen aus dem Jahr 1835: „Die höchst unbequeme, finstere und unfreundliche Kirche zu Nesselröden ist im Jahr 1546 erbauet, und zwar auf den Grundmauern einer älteren aus dem Jahr 1146, wovon noch Überbleibsel vorhanden sind. “ Die Kirchenstatistik erwähnte auch, dass das Gotteshaus im Jahr 1787 eine Orgel erhielt.
Das Äußere der heutigen Kirche prägen die zweigeschossige Fensteranordnung, die Sandsteinquader des Mauerwerks sowie das Walmdach mit dem auf der westlichen Seite aufsitzendem Dachreiter. Das im klassizistischem Stil erstellte kubische Gebäude wurde im Jahr 1852 nach den Plänen Spangenbergs erbaut. Anton Jacob Spangenberg (* 1796 in Arnsbach bei Borken; † 1882 in Eschwege) studierte, nach dem Besuch einer Militärakademie und der Teilnahme an den Freiheitskriegen, das Bau- und Ingenieurswesen und kam 1819 als Distriktingenieur nach Eschwege. Als späterer Landbaumeister erwarb er sich Verdienste beim Ausbau des Leuchtbergs zu einem Volkspark, mit der Schaffung von Rastplätzen und der Errichtung von verschiedenen Gebäuden in Eschwege und dem Kreisgebiet.

## Das Kircheninnere
Für das Kircheninnere entwarf Spangenberg einen schlichten Saal, der in der Mitte des 19. Jahrhunderts den Anforderungen an eine auf die Wortverkündigung ausgerichteten protestantischen Predigtkirche entsprach. Das Gestühl wurde auf den Altar und die Kanzel ausgerichtet. Die Flachdecke, die den Raum abschließt, wird von Pfeilern getragen, zwischen denen die Emporen mit kassettierter Brüstung verspannt sind. Die Kanzel befindet sich in erhöhter Position an der nordöstlichen Wand oberhalb der Patronatsloge. Kirchenpatrone waren einst nur die Treusche von Buttlar, 1872 auch zu einem Drittel Landgraf von Hessen-Philippsthal-Barchfeld.
Der Altar entstand in den 1940er Jahren aus Sandsteinen, die beim Bau der Autobahnbrücke nördlich von Wommen übrig geblieben waren. Der im Jahr 2001 gestiftete freistehende Taufstein wurde aus Sandstein so angefertigt, dass die alte Taufschale in ihm ihren Platz fand.

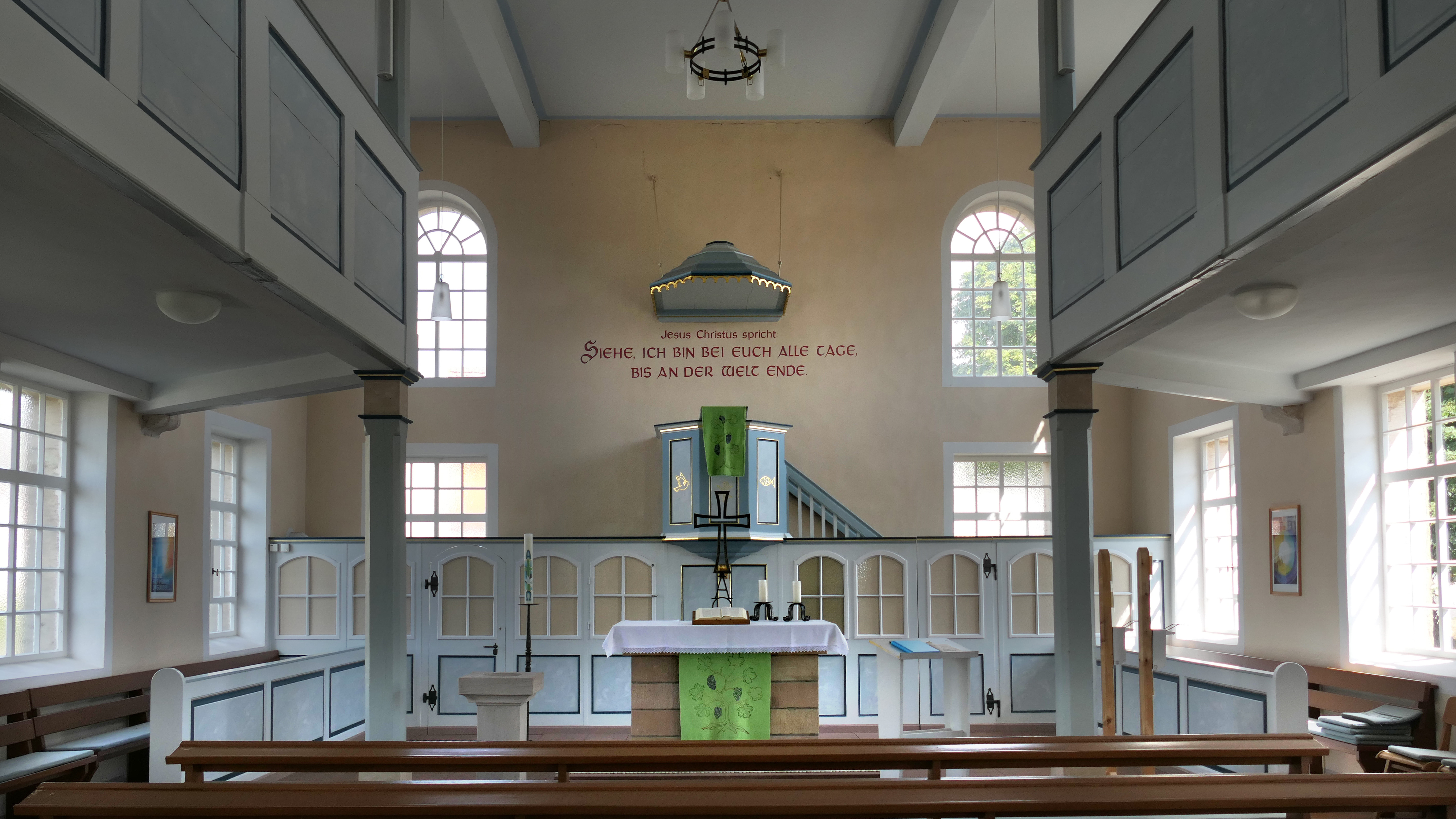
Altarseite
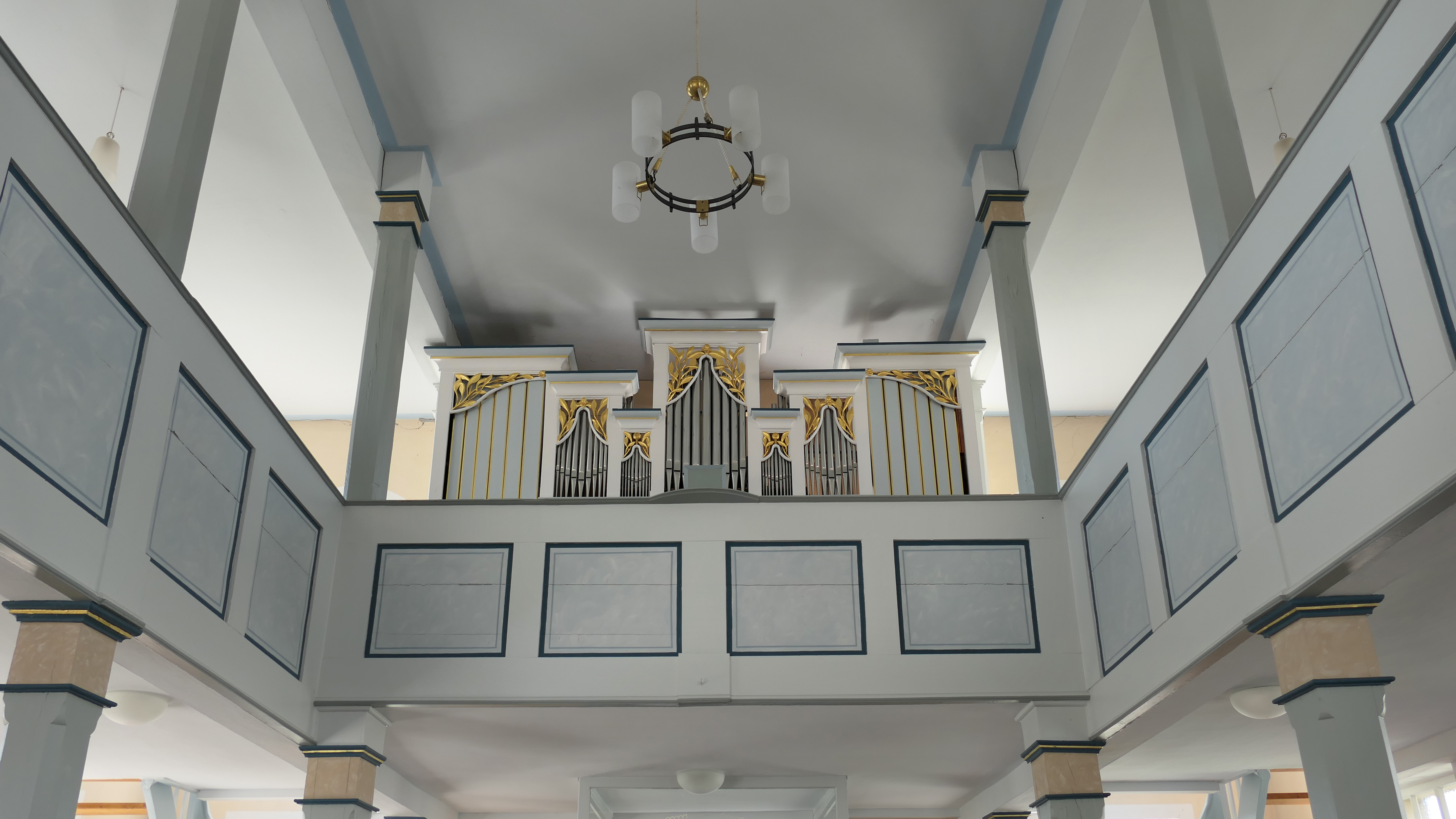
Orgelempore

## Denkmalschutz
Wegen ihrer geschichtlichen, künstlerischen und städtebaulichen Bedeutung ist die Kirche ein geschütztes Kulturdenkmal und wurde nach § 2 Absatz 1 des Hessischen Denkmalschutzgesetzes unter der Nummer 38069 in das Denkmalverzeichnis des Landes Hessen eingetragen.